# Raventale
«Raventale» — український колектив атмосферного блек-металу із Києва створений у 2005 році.

## Історія
Raventale, від початку як студійний one-man band, було сформовано Astaroth-ом у 2005 році. Перше демо з трьох треків «У царстві забутого лісу» (рос. В царстве забытого леса) отримало позитивну оцінку на лейблі Backfire Productions, і проєкт отримав можливість видання дебютного альбому. Диск, під назвою «На кришталевих гойдалках» (рос. На хрустальных качелях), з'являється 2006 року. За два роки, восени 2008-го, відбувся реліз другого: «Давно минулих днів» (рос. Давно ушедших дней). Цього разу проєкт починає співробітництво з BadMoodMan Music — підрозділом Solitude Productions.
Водночас Astaroth бере участь у сторонніх проєктах, зокрема разом з Equinox, Morthvarg (екс Semargl) та Athamas (Balfor) у Deferum Sacrum. Двоє останніх згодом виступатимуть з Raventale у виступах наживо.
У 2009 році з'являється «Mortal Aspirations» у тематиці текстів та атмосферного блеку середнього темпу котрого простежується відхід від депресиву до трансцендалу. Також характерними рисами були різка зміна темпу чергування блеку з мелодіями думу та збільшена кількість рифів. «After», четвертий альбом, вийшов взимку 2010 року. Реліз містив собою продовження попереднього.
П'ятий, «Bringer Of Heartsore», виходить у світ восени 2011 року. За рік поява «Transcendence». Влітку 2013 на Satanath records видано компіляцію (збірку) з перезаписаних пісень попередніх альбомів. Після дворічної перерви, пов'язаної з концертною діяльністю під час котрої було додатково задіяно кількох учасників, у жовтні 2015 року з'явився «Dark Substance Of Dharma». В обидвох останніх повноформатниках намічено відхід до середньотемпового raw black та скриму.

## Склад
- Astaroth Merc — усі інструменти

### Сесійні учасники
- Morthvarg — вокал, гітара (Deferum Sacrum)
- Athamas — бас (Deferum Sacrum)
- Khaoth — ударні (Balfor, Khors)
- Grim Me — клавішні

## Дискографія

### Студійні альбоми
- На хрустальных качелях (2006, перевидано 2016[3])
- Давно ушедших дней (2008)
- Mortal Aspirations (2009)
- After (2010)
- Bringer of Heartsore (2011)
- Transcendence (2012, перевидано 2021)
- Dark Substance of Dharma (2015)[4]
- Planetarium (2017)[5]
- Morphine Dead Gardens (2019)
- Planetarium II (2020)

### Демо, компіляції
- В царстве забытого леса (демо, 2005)
- Mémoires (компіляція, 2013)